# Margaréta Ondrejková
Margaréta Ondrejková (* 5. prosince 2003, Myjava) je slovenská zpěvačka, která vyhrála 8. řadu soutěže Česko Slovensko má talent.

## Účast v soutěžiČesko Slovensko má talent
Margaréta Ondrejková se zúčastnila castingu v soutěži Česko Slovensko má talent a díky zlatému bzučáku Jara Slávika postoupila rovnou do finále v Bratislavě. Ve finále postoupila do superfinále proti zpěváku Samuelu Rychtářovi a vyhrála 50 000 eur.